# Myrmophilellus pilipes
Myrmophilellus pilipes är en insektsart som först beskrevs av Lucien Chopard 1928.  Myrmophilellus pilipes ingår i släktet Myrmophilellus och familjen Myrmecophilidae. Inga underarter finns listade i Catalogue of Life.